# کونتریله، جهلم
کونتریله (به انگلیسی: Kantrila) یک روستا در پاکستان است که در ناحیه جهلم واقع شده‌است. کونتریله ۲۴۳ متر بالاتر از سطح دریا واقع شده‌است.